# شهادة جامعية
الشهادة الجامعية هي مؤهل يُمنح للطالب عند إتمامه بنجاح مسارًا دراسيًا في التعليم العالي، وعادةً ما يكون ذلك في كلية أو جامعة. عادةً ما تقدم هذه المؤسسات درجات علمية على مستويات مختلفة، تُقسَّم عادةً إلى درجات جامعية ودرجات دراسات عليا. أكثر الدرجات الجامعية شيوعًا هي درجة البكالوريوس، مع أن بعض الأنظمة التعليمية تقدم درجات جامعية أدنى مثل درجة الدبلوم الجامعي والشهادى التأسيسية. أما الدرجات الشائعة في الدراسات العليا فتشمل درجات الهندسة ودرجات الماجستير والدكتوراه.
في المملكة المتحدة والدول التي تتبع أنظمتها التعليمية النظام البريطاني، تُقسَّم درجات الشرف إلى فئات: الدرجة الأولى والدرجة الثانية (وتشمل القسم الأعلى أو 2.1، والقسم الأدنى أو 2.2) والدرجة الثالثة.

## التاريخ

### ظهور درجتي الدكتوراه والماجستير ودرجة الليسانس
ظهرت درجة الدكتوراه (باللاتينية: دوسيو، وتعني «أنا أعلّم») لأول مرة في أوروبا في العصور الوسطى ترخيصًا للتدريس (ليسينسيا دوشيندي) في إحدى الجامعات في تلك الحقبة. قد تتبع جذورها إلى الكنيسة الأولى، إذ كان يُطلق لقب «دكتور» على تلاميذ المسيح وآباء الكنيسة وسائر السلطات الدينية المسيحية الذين كانوا يُعلّمون الكتاب المقدس ويُفسّرونه. كان الحق في منح ليسينسيا دوشيندي في البداية محفوظًا للكنيسة، التي كانت تشترط على المتقدم اجتياز اختبار وأداء قسم الولاء ودفع رسم معين. ضمن مجمع لاتران الثالث عام 1179 حق الوصول إلى هذا الترخيص لجميع المتقدمين القادرين، دون مقابل غالبًا، مع أنهم ظلوا يُختبرون من قبل العلماء الكنسيين لتقييم كفاءتهم. بقي هذا الحق محل خلاف بين سلطات الكنيسة والجامعات التي بدأت بالاستقلال تدريجيًا، إلى أن منحه البابا رسميًا لجامعة باريس عام 1231، إذ أصبح يُعد ترخيصًا عالميًا للتدريس. مع أن ترخيص التدريس ظل يحمل مكانةً أعلى من درجة البكالوريوس، تحول في النهاية إلى مرحلة وسيطة بين درجتي الماجستير والدكتوراه، اللتين أصبحتا لاحقًا المؤهلين الحصريين للتدريس الأكاديمي.
في الجامعات، كان التدريب على درجة الدكتوراه يُعد شكلًا من أشكال التلمذة ضمن نقابة أكاديمية. كانت مدة الدراسة التقليدية قبل قبول المدرسين الجدد في نقابة «أساتذة الفنون» سبع سنوات، وهي نفس مدة التدرب المهني في الحِرَف الأخرى. في الأصل، كانت كلمتا «ماجستير» و«دكتور» مترادفتين، لكن بمرور الوقت أصبحت درجة الدكتوراه تُعدّ مؤهلًا أعلى من درجة الماجستير.
في الوقت الحاضر، تشير الألقاب «ماجستير» وهي كلمة لاتينية تعني حرفيًا معلّم و«دكتور» و«أستاذ» أو بروفيسور إلى مستويات مختلفة من الإنجاز الأكاديمي. أما في جامعات العصور الوسطى، كانت هذه الألقاب متكافئة في المعنى، واستخدامها في تسمية الدرجة كان يعتمد على التقاليد المتّبعة في كل جامعة. كانت معظم الجامعات تمنح درجة «ماجستير في الفنون»، مع أن أعلى درجة كانت غالبًا تُعرف باسم «ماجستير في اللاهوت/العلوم الدينية» أو «دكتور في اللاهوت/العلوم الدينية»، بحسب الجامعة.

### ظهور درجة البكالوريوس
في الجامعات الأوروبية في العصور الوسطى، كات تُمنح درجة «بكالوريوس في الآداب» للمرشحين الذين أتمّوا ثلاث أو أربع سنوات من الدراسة في النصوص المقررة لعلوم المقدمات (النحو والبلاغة والمنطق) والتعاليم (الحساب والهندسة والفلك والموسيقى)، التي كانت تُعرف مجتمعة باسم «الفنون المتحررة»، وذلك بعد اجتيازهم بنجاح الامتحانات التي يُجريها أستاذهم. تعود كلمة بكالوريوس إلى اللاتينية، وهي مصطلح استُخدم سابقًا للإشارة إلى مرافق الفارس أو المتدرب لديه. كان بإمكان الطالب بعد ذلك أن يُكمل دراسته، خاصةً من خلال المشاركة الناجحة في النقاشات الفكرية الجدلية وتنظيمها والإشراف عليها، ليحصل على درجة ماجستير في الآداب اللاتينية، أو ماستر وتعني أستاذ أو مُعلّم، وهي ما كانت تمنح صاحبها الحق في تدريس هذه المواد. كان حاملو درجة الماجستير في الآداب مؤهّلين للالتحاق بـ«الكليات العليا» في مجالات القانون أو الطب أو اللاهوت، إذ يمكنهم الحصول أولًا على درجة البكالوريوس، ثم الماجستير أو الدكتوراه في تلك التخصصات. هكذا، كانت الدرجة العلمية مجرد خطوة في الطريق نحو التأهل الكامل للقب أستاذ، ومن هنا جاءت الكلمة الإنجليزية للتخرج «غرادجويت»، والتي تعود إلى الأصل اللاتينية غرادوس، وتعني «خطوة».

### تطور مصطلحات الدرجات العلمية
أصبحت تسمية الدرجات العلمية مرتبطة في النهاية بالتخصصات التي تُدرس. أصبح يُطلق على العلماء في كليات الآداب أو قواعد اللغة اسم «أساتذة»، في حين أصبح يُطلق على المتخصصين في اللاهوت أو الطب أو القانون اسم «دكاترة». نظرًا إلى أن دراسة الآداب أو قواعد اللغة كانت شرطًا أساسيًا لمتابعة الدراسة في مجالات مثل اللاهوت والطب والقانون، أصبحت درجة الدكتوراه تحمل مكانة أعلى من درجة الماجستير. أدى ذلك إلى نشوء التسلسل الهرمي الحديث، إذ تُعد درجة دكتور في الفلسفة، التي تطورت بصيغتها الحالية -بوصفها درجة تعتمد على البحث والأطروحة- في الجامعات الألمانية خلال القرنين الثامن عشر والتاسع عشر، أكثر تقدمًا من درجة ماجستير الآداب. نشأ استخدام مصطلح دكتور لحملة الدكتوراه في الفلسفة داخل الجامعات الألمانية، ثم انتشر في الأوساط الأكاديمية حول العالم.

### القوانين المتعلقة بمنح الدرجات العلمية واستخدامها
في العديد من الدول، لا يُسمح بمنح الدرجات العلمية إلا للمؤسسات المخولة بذلك بقرار من الحكومة الوطنية أو الإقليمية. غالبًا ما تقوم الحكومات أيضًا بتنظيم استخدام كلمة جامعة في أسماء الشركات والمؤسسات. يُتبع هذا النهج، مثلًا، في كل من أستراليا والمملكة المتحدة وإسرائيل. عادةً ما يعد استخدام الدرجات العلمية المزيفة من قبل الأفراد -سواء كانت من مؤسسة وهمية أو مختلقة بالكامل- انتهاكًا للقوانين المتعلقة بالاحتيال.

## الشهادات الجامعية بالتسلسل
الشهادات الجامعية عادة تتبع التسلسل التالي:
1. شهادة الدبلوم
2. شهادة البكالوريوس
3. شهادة الماجستير
4. شهادة الدكتوراه
5. أستاذ جامعي (بروفيسور)

إلا أن بعض جامعات الدول تمنح شهادات بمعادلة الخبرات وكذالك بعد البكالوريوس أو الماجستير. ففي بريطانيا .مثلا هناك شهادة الإم فيل والتي تقع بين شهادتي الماجستير والدكتوراه ولخريجي إدارة الأعمال والتمويل والمحاسبة والإدارة والتسويق، شهادات خاصة تمنح لهم قبل حصولهم على شهادة الماجستير. هذا ينطبق على الطب وبعض التخصصات العلمية الأخرى أيضا.